# Wilkesboro (Oregon)
Wilkesboro az Amerikai Egyesült Államok Oregon államának Washington megyéjében, az Oregon Route 6 mentén elhelyezkedő önkormányzat nélküli település.

## Története
Névadója, Peyton G. Wilkes 1846-ban telepedett le, a United Railways vasútvonala ebben az időben épült ki. 1915-ben ötven lakosa, két temploma, testvérisége, mezőgazdasági szövetkezete és vasútállomása volt. A posta 1915 és 1932 között működött. Később boltja, húspiaca, kovácsműhelye és téglagyára is volt, de 1990-re egyik sem maradt fenn.

## Közlekedés
A United Railways vasútvonalának végállomása Wilkesboróban volt, itt csatlakozott a Gales Creek and Wilson River Railroad Glenwoodig tartó szakaszához, valamint a Southern Pacific Transportation Company tillamooki mellékvonalához. Az OR-6 meghosszabbításakor az utat az egykori vasúti nyomvonalon vezették át. A United Railways vonalát később meghosszabbították Vernoniáig, de később felhagyták.

## Fordítás
- Ez a szócikk részben vagy egészben  a   Wilkesboro, Oregon című angol Wikipédia-szócikk ezen változatának fordításán alapul.  Az eredeti cikk szerkesztőit annak laptörténete sorolja fel. Ez a jelzés csupán a megfogalmazás eredetét és a szerzői jogokat jelzi, nem szolgál a cikkben szereplő információk forrásmegjelöléseként.